# Бэрд, Джон (канадский политик)
Джон Рассел Бэрд (англ. John Russell Baird; род. 26 мая 1969, Непин, Онтарио, Канада) — государственный и политический деятель Канады.

## Биография
Джон Бэрд получил степень бакалавра искусств в области политических исследований в Университете Куинс в Кингстоне в 1992 году.
Министр торговли Канады с 6 февраля 2006 по 3 января 2007.
Министр охраны окружающей среды Канады с 4 января 2007 по 30 октября 2008 и с 7 ноября 2010 по 4 января 2011.
Министр транспорта, инфраструктуры и сообществ Канады с 30 октября 2008 по 6 августа 2010.
Лидер правительства в Палате общин Канады с 6 августа 2010 по 18 мая 2011.
Министр иностранных дел Канады с 18 мая 2011 по 3 февраля 2015 года.

## Награды
- Орден «За заслуги» III степени (Украина, 22 августа 2016 года) — за весомый личный вклад в укрепление международного авторитета Украинского государства, популяризацию её исторического наследия и современных достижений и по случаю 25-й годовщины независимости Украины[4].